# Gianni Cavezzi
Gianni Cavezzi (Roma, 7 agosto 1969) è un allenatore di calcio ed ex calciatore italiano, di ruolo centrocampista, tecnico delle giovanili del Savio.

## Biografia
Nato a Roma da genitori amatriciani, Gianni Cavezzi ha frequentato continuamente Amatrice durante gli anni della formazione calcistica e anche successivamente.

## Carriera

### Giocatore
In Serie A ha vestito le maglie di Padova e Cagliari.
In carriera ha conquistato 3 promozioni in A con Padova (1993-1994), Lecce (1996-1997) e Cagliari (1997-1998).

### Allenatore
Ha allenato l'Amatrice in seconda categoria.Dal 2008 al 2009 ha allenato nelle giovanili della Lazio. Successivamente ha guidato i ragazzi del 1997 nella formazione romana del Montespaccato. Dal 2017 al 2020 allena gli U-15 e U-18 del Monterosi e nel 2024 è vice allenatore dell'Amatrice

## Statistiche

### Giocatore

#### Presenze e reti nei club
| Stagione  | Club      | Campionato | Campionato | Campionato |
| Stagione  | Club      | Comp       | Pres       | Reti       |
| --------- | --------- | ---------- | ---------- | ---------- |
| 1987-1988 | Roma      | A          | 0          | 0          |
| 1988-1989 | Latina    | C2         | 32         | 3          |
| 1989-1990 | Lodigiani | C2         | 31         | 2          |
| 1990-1991 | Lodigiani | C2         | 4          | 1          |
| 1990-1991 | Chieti    | C2         | 25         | 1          |
| 1991-1992 | Chieti    | C1         | 32         | 1          |
| 1992-1993 | Ternana   | B          | 19         | 1          |
| 1993-1994 | Padova    | B          | 19         | 0          |
| 1994-1995 | Padova    | A          | 8          | 0          |
| 1995-1996 | Ancona    | B          | 23         | 0          |
| 1996-1997 | Lecce     | B          | 11         | 0          |
| 1997-1998 | Cagliari  | B          | 21         | 1          |
| 1998-1999 | Cagliari  | A          | 27         | 0          |
| 1999-2000 | Cagliari  | A          | 6          | 0          |
| 2000-2001 | Cagliari  | B          | 1          | 0          |
| 2000-2001 | Como      | C1         | 2          | 0          |
| 2001-2002 | Lodigiani | C1         | 8          | 0          |

## Palmarès

### Giocatore

#### Competizioni nazionali
- Serie C2: 1

Chieti: 1990-1991